# Cartagena (gioco)
Cartagena è un gioco da tavolo di percorso in stile tedesco di Leo Colovini pubblicato nel 2000. I giocatori guidano ognuno una squadra di pirati che stanno evadendo dalla temibile fortezza di Cartagena.

## Regolamento
Il primo giocatore che raggiunge lo sloop al termine del percorso con tutti i suoi pirati è il vincitore
All'inizio del gioco si compone il tabellone di gioco unendo sei tessere a doppia faccia, ognuna delle quali contiene un percorso su cui si trova una permutazione diversa di sei simboli: pugnali, cappelli pirata, pistole, bottiglie di rum, teschi e passepartout. Le tessere possono essere combinate in qualunque ordine purché il percorso disegnato su ogni tessera si connetta al percorso delle tessera successiva, in modo da costruire un unico percorso dal punto iniziale (Cartagena) a quello finale (lo sloop con cui fuggire). 
Ogni giocatore riceve sei carte da un mazzo di 102 — contenenti 17 carte per ognuna delle sei figure — e sei pirati rappresentati da pedine in legno.
Inizia il gioco il giocatore che somiglia di più a un pirata e il gioco procede in senso orario.

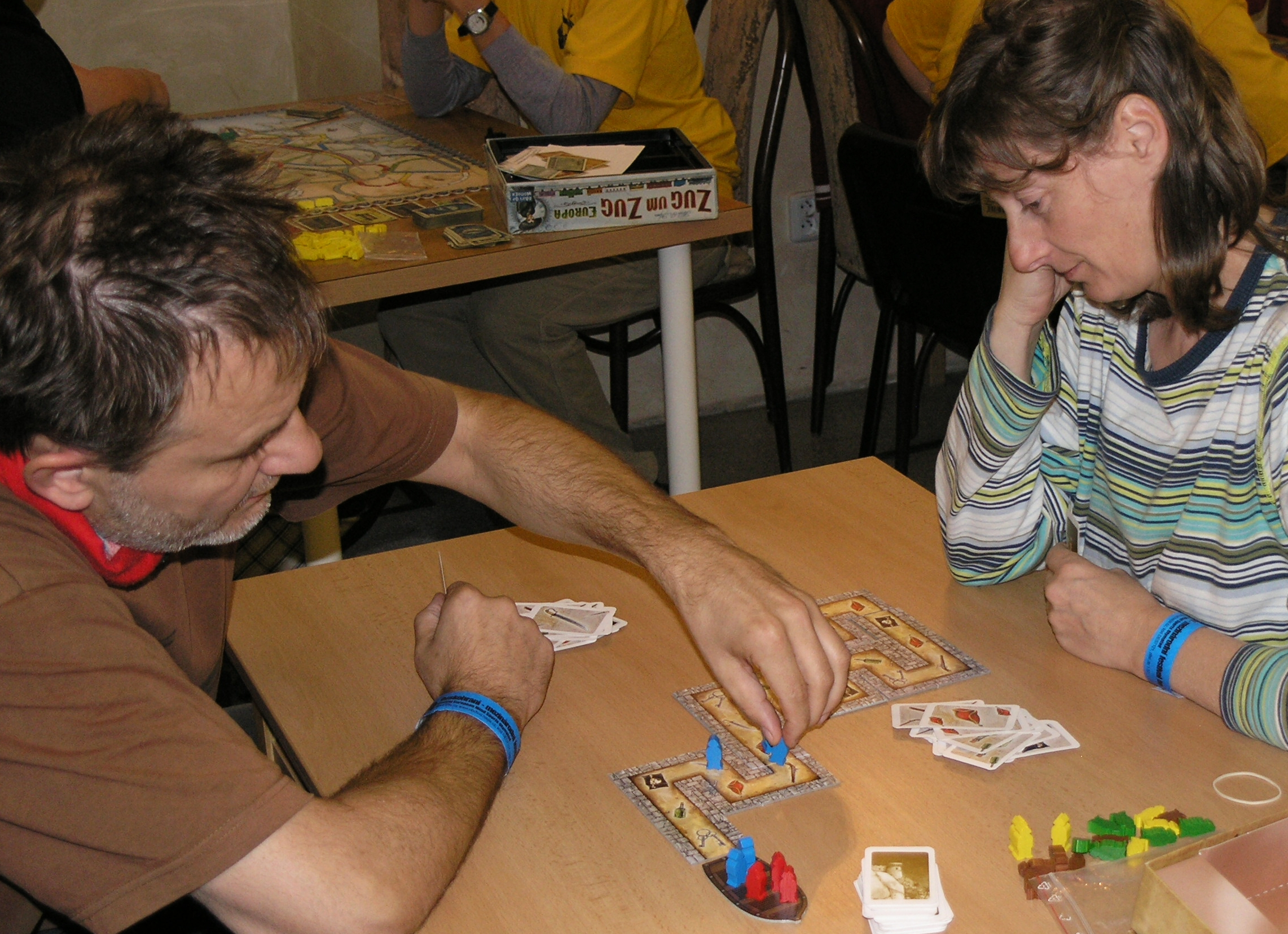
Cartagena

Nel suo turno un giocatore può fare da una a tre mosse. In ogni mossa può spostare un pirata in avanti o in indietro. Per spostare in avanti un pirata gioca una carta dalla sua mano e sposta il pirata fino al primo quadrato libero con la stessa immagine della carta. Se non ci sono quadrati liberi con l'immagine della carta sposta il pirata sullo sloop. Per spostarsi indietro il giocatore sceglie un pirata e lo sposta sulla più vicina casella con uno o due pirati. I pirati non possono essere spostati indietro fino a Cartagena.

### Varianti
Esistono due varianti al gioco: Jamaica nel quale il mazzo è nascosto e i giocatori non possono vedere le carte degli avversari e Tortuga nel quale le carte in mano ai giocatori sono visibili e i giocatori pescano le nuove carte da una fila di dodici carte visibili, invece di pescare dal tallone del mazzo (la pesca avviene comunque in ordine dalla prima all'ultima carta), man mano che una carta viene pescata dalla cima della fila una nuova carta viene aggiunta in fondo. La prima variante tende a essere più veloce (30-45 minuti di gioco) ed ha un elemento di fortuna maggiore della seconda, nella quale conta maggiormente la capacità di analisi dei giocatori.

## Giochi collegati
Sono stati pubblicati nuove edizioni e seguiti al gioco originale:
- Leo Colovini, Cartagena 2. Il covo dei pirati, Venice Connection, 2006. I pirati sfuggiti nel primo gioco devono raggiungere il rifugio dell'isola di Tortuga. Il movimento è sempre basato sul meccanismo di movimento con carte da gioco, ma introduce ulteriori elementi al meccanismo di gioco, tra cui il tabellone di gioco diviso in due isole tra cui i pirati possono spostarsi usando una singola barca[3].

- Rüdiger Dorn, Cartagena: Die Goldinsel, Winning Moves Germany, 2008. I pirati devono cercare l'isola del tesoro. I giocatori assumono il ruolo di capitani pirata che devono riunire un nuovo equipaggio, raccogliere carte isola e acquistare i diritti di scavo, prima di partire per l'Isola del Tesoro.

- Michael Rieneck, Cartagena: Die Meuterei, Winning Moves Germany, 2009. In questo gioco la nave pirata è minaccia da un ammutinamento e i giocatori devono equipaggiarsi con oro ed armi e valutare le forze e debolezze degli altri giocatori per raccogliere la maggior quantità di oro e vincere il gioco.

Un'applicazione mobile per iOS è stata pubblicata nel 2011.

## Premi e riconoscimenti
- 2001
  - Spiel des Jahres: gioco raccomandato[5][1]
  - Spiel der Spiele: miglior gioco per famiglie[1]
  - As d'Or: gioco tattico[1]
  - Deutscher Spiele Preis: 6º classificato[1]
- 2002 - Nederlandse Spellenprijs: gioco vincitore[1]
- 2007 - BoardGamer.ru: gioco raccomandato[1]